# Aporophyla
Aporophyla é um gênero de traça pertencente à família Arctiidae.